# Bahtijarski jezik
Bahtijarski jezik (ISO 639-3: bqi; bahtiâri, lori/luri, luri-je haveri), iranski jezik kojim govori oko 1 000 000 etničkih Bahtijaraca (2001.) u jugozapadnom Iranu odnosno na zapadu Čahar-Mahala i Bahtijarija, istočnom Huzestanu i Luristanu, te na zapadu Isfahanske pokrajine. Neki od značajnijih gradova koje naseljavaju su Masdžed-e Sulejman, Šahrekord i Dorud.
Bahtijari su povijesno bili pleme nomadskih stočara (ovčara). Jezik im pripada lurijskoj podskupini koju čini s kumzarskim i sjevernolurijskim [lrc] i južnolurijskim [luz]. Piše se perzijsko-arapskim pismom. Poznati pjesnik Pezhman Bahtijari (1900. – 1974.) čija je majka Alamtaj Kaem-Makami također bila pjesnikinja.
Bahtijarski je priznat odvajanjem od lurijskog jezika, nakon čega su statuse jezika dobili i sjeverno- i južnolurijski

## Vanjske poveznice
- Ethnologue (15th)